# Mirela Damaschek
Mirela Maria Damaschek, z domu Pułtorak (ur. 18 lutego 1988 w Strzelcach Opolskich) – polska koszykarka występująca na pozycjach niskiej lub silnej skrzydłowej.

## Osiągnięcia
Na podstawie, o ile nie zaznaczono inaczej.
- Wicemistrzyni I ligi kobiet (2006)[2]
- Awans do FGE z Nice Liderem Pruszków  (2009)

Reprezentacja
- Wicemistrzyni Europy U–20 dywizji B (2008)
- Uczestniczka:
  - uniwersjady (2009 – 5. miejsce, 2011 – 15. miejsce)[3]
  - mistrzostw Europy:
    - mistrzostw Europy U–18 (2005 – 13. miejsce, 2006 – 14. miejsce)
    - mistrzostw Europy U–16 (2004)
    - U–20 dywizji B  (2007 – 6. miejsce, 2008)